# بیورکسکاتان
بیورکسکاتان (به سوئدی: Björkskatan) یک منطقهٔ مسکونی در سوئد است که در بخش لولیو نوربوتن واقع شده‌است. این منطقه در جزیره هرتسن است و ۴٬۴۸۷ نفر جمعیت دارد.